# Aeroporto Nantes Atlantique
O Aeroporto Nantes Atlantique (em francês: Aéroport Nantes Atlantique) (IATA: NTE, ICAO: LFRS) é um aeroporto internacional localizado na cidade de Bouguenais e que serve principalmente à cidade de Nantes, na França.